# Roberto III di Fiandra
Roberto di Dampierre, detto Roberto di Bethune (1249 – Ypres, 17 settembre 1322) fu Conte di Nevers, dal 1272 al 1280 e conte delle Fiandre (Roberto III) dal 1305 fino alla sua morte.

## Origine
Roberto, secondo gli Annales Blandinienses, era figlio primogenito del futuro Conte di Fiandra e Marchese di Namur, Guido di Dampierre e di Matilde de Bethune, figlia ed ereditiera di Roberto VII di Bethune, signore di Béthune, Termonde, Richebourg e Warneton, e d'Elisabeth de Morialmez; gli ascendenti di Roberto vengono confermati anche dal Iohannis de Thilrode Chronicon e dal Iohannis de Thielrode Genealogia Comitum Flandriæ.
Guido di Dampierre, secondo la Genealogica Comitum Flandriæ Bertiniana, Continuatio Leidensis et Divionensis, era il figlio secondogenito del signore di Dampierre, Guglielmo II e della futura contessa delle Fiandre e contessa di Hainaut, Margherita, che, secondo la Genealogica Comitum Flandriæ Bertiniana, Continuatio Marchianensis era la figlia secondogenita del Conte delle Fiandre, Conte di Hainaut, ed anche primo imperatore dell'impero latino di Costantinopoli, Baldovino delle Fiandre o di Hainaut e di Maria di Champagne, figlia, secondo il Gisleberti Chronicon Hanoniense, del conte di Champagne e di Brie, Enrico I e di Maria di Francia, che, secondo la Chronica Albrici Monachi Trium Fontium era la figlia primogenita del re di Francia, Luigi VII e della duchessa d'Aquitania e Guascogna e contessa di Poitiers, Eleonora.

## Biografia
Nel 1244, sua nonna, Margherita, ancora secondo gli Annales Blandinienses, divenne contessa di Fiandre e Hainaut (Margherita II, nelle Fiandre e Margherita I, nell'Hainaut).
Siccome Margherita, prima di Guglielmo II di Dampierre aveva sposato, Burcardo d'Avesnes, e da ambedue i mariti aveva avuto figli, per cui, tra gli Avesnes ed i Dampierre si ebbero dei contrasti sui diritti inerenti all'eredità materna: gli Avesnes erano stati generati prima, ma considerati illegittimi dalla chiesa e anche dalla madre (i figli avuti da Burcardo erano ritenuti illegittimi dalla chiesa, mentre erano legittimi per l'imperatore, Federico II), mentre i Dampierre, generati dopo erano considerati legittimi, nella disputa intervenne, nel 1246, il re di Francia, Luigi IX il Santo. Il re decise che i possedimenti dell'Hainaut sarebbero stati ereditati dai figli Avesnes e le Fiandre dai figli Dampierre e, nel 1247, Margherita aveva associato nella conduzione della contea delle Fiandre il fratello di suo padre, Guido, Guglielmo, come conferma il Necrologio Sanctæ Waldetrudis, che morì nel 1251 e fu sepolto a Marquette; anche la Genealogica Comitum Flandriæ Bertiniana, Continuatio Leidensis et Divionensis ricorda la morte di Guglielmo, avvenuta a Trazegnies, durante un torneo, mentre secondo il Necrologio Sanctæ Waldetrudis, morì il 6 giugno; essendo Guglielmo senza discendenza, come conte di Fiandra gli succedette il secondogenito, Guido, il padre di Roberto.
Nel 1263, il padre di Roberto, Guido, acquistò dall'imperatore latino di Costantinopoli, Baldovino II, la contea di Namur, che era stata conquistata alcuni anni prima da Enrico V di Lussemburgo; dopo aver tentato di riconquistare la contea Guido, che, secondo il Iohannis de Thilrode Chronicon, nel frattempo era rimasto vedovo della prima moglie, Matilde de Béthune, concluse la pace, che prevedeva il matrimonio di Guido con la figlia di Enrico V, Isabella, che avrebbe portato in dote la contea di Namur.
Sua nonna, Margherita governò le Fiandre, assieme a suo padre, Guido, fino al 1278, anno in cui abdicò a favore del stesso Guido, mentre rimase titolare dell'Hainaut fino alla morte, nel febbraio 1280.
Appena fu conte di Fiandra, con l'aiuto del regno di Francia, dovette difendere la contea dagli attacchi del nipote, Giovanni I, Conte di Hainaut in contrapposizione a sua madre Margherita (nonna di Giovanni), che aveva l'appoggio del re di Germania, Rodolfo I d'Asburgo.
Negli anni successivi Guido si scontrò con gli amministratori delle città, gli scabini, che intendevano assumere sempre una maggiore autonomia dal conte, i quali si appellarono al re di Francia: dapprima il re, Filippo III fece da mediatore tra le città ed il conte Guido; ma, nel 1287, il nuovo re, Filippo il Bello, inviò suoi funzionari nelle città di Gand, Bruges e Douai, che in pratica esautorarono il conte Guido e, nello stesso tempo pose le Fiandre sotto l'autorità del balivo di Vermandois.
Dal 1293, suo padre, Guido aveva avviato trattative con il re d'Inghilterra, Edoardo I promettendo in sposa al principe reale la figlia Filippa. Filippo il Bello non lo accettò: Guido fu fatto prigioniero e fu condotto al Louvre e fu liberato solo quando sua figlia Filippa, sorellastra di Roberto, fu consegnata al re di Francia.
Tre anni più tardi, suo padre, Guido ruppe il giuramento di fedeltà che lo legava al re francese e aveva stretto alleanza con Edoardo I, e, il 2 febbraio 1297, si alleò ufficialmente col re d'Inghilterra, che con un esercito si recò in suo aiuto, per un attacco al nord della Francia; ma nel mese di ottobre, Edoardo I si accordò col re di Francia e tornò in Inghilterra, senza interpellare Guido, quindi Enrico fece la pace, lasciando Guido alla mercé dei suoi avversari.
Nel 1298 Guido mandò in ambasciata a Roma i figli Roberto di Béthune, Giovanni di Namur e Filippo, per chiedere a Bonifacio VIII un'intercessione per la liberazione della ragazza. L'operazione tuttavia naufragò..
Dopo che una spedizione francese aveva occupato le Fiandre nel 1299, secondo il Chronicon Guillelmi de Nangiaco, nel 1300, Guido e i suoi due figli, Roberto e Guglielmo, si arresero a Carlo di Valois, che si apprestava ad assediare Gand, consegnandogli la contea; Guido ed i figli furono condotti a Parigi, dove il re Filippo IV il Bello si rifiutò di riceverli, assegnandogli come prigione il castello di Compiègne.
Nel 1301, il re Filippo IV il Bello venne in visita nella contea di Fiandra e nominò governatore Giacomo di Châtillon; ma l'oppressione dei francesi sui lavoratori tessili portò questi ultimi a identificare la propria causa con quella della dinastia dei Dampierre, che cominciarono a creare disordini nella contea, che culminarono nell'insurrezione di Bruges, del 17 e 18 maggio 1302, che passò alla storia come i Matines Brugeoises, che portò all'uccisione di tutti i francesi presenti in città.

L'esempio di Bruges fu seguito in tutte le Fiandre occidentali; e questa sollevazione portò ad uno scontro aperto: fiamminghi contro il re di Francia, appoggiato da una parte della nobiltà fiamminga e dal Conte di Hainaut, ora anche conte d'Olanda, Giovanni I; lo scontro decisivo avvenne sotto le mura di Courtrai, l'11 luglio 1302; dove i cavalieri francesi si scontrarono contro le picche dei lavoratori fiamminghi che riportarono una netta vittoria.
Nel 1303 si giunse ad una tregua: Guido di Dampierre poté far ritorno nella propria contea, per persuadere, senza troppo successo, i propri sudditi a sottomettersi al re di Francia. La vittoria dei francesi a Mons-en-Pévèle, nel 1304, aprì uno spiraglio per un negoziato che si concluse solo dopo la morte di Guido.
Guido morì in prigionia, nel castello di Compiègne, nel mese di febbraio del 1305, come ci viene confermato dal Chronicon Guillelmi de Nangiaco e, col permesso del re di Francia, il corpo fu trasferito nelle Fiandre e sepolto a Marquette.
Il 23 giugno 1305, Roberto, che ancora in prigionia, da poco era succeduto al padre, sottoscrisse il trattato di Athis-sur-Orge, che poneva fine alla guerra di Fiandra e che prevedeva il pagamento di un indennizzo al regno di Francia e lasciargli provvisoriamente le castellanie di Lilla, Douai, Béthune e Courtrai.
Dopo la morte di Filippo IV il Bello, dato che Roberto non aveva reso omaggio al nuovo re, Luigi X di Francia, la guerra con la Francia, nel 1315 riprese, col tentativo di occupare le Fiandre, da parte del re di Francia, Luigi X; ma l'esercito rimase impantanato nel fango autunnale delle Fiandre e rientrò senza aver ottenuto molto.
La pace fu conclusa col successore di Luigi X, Filippo V di Francia, nel 1320: Roberto cedette alla Francia i distretti di Lilla, Douai e Orchies, con la promessa (che non fu mantenuta) di Roberto di rendere omaggio al re Filippo e l'impegno di matrimonio tra il nipote di Roberto, Luigi di Crécy e la figlia di Filippo V, Margherita.
Roberto morì nel settembre del 1322 e, come conte delle Fiandre gli succedette il nipote Luigi di Crécy.

## Matrimoni e discendenza
Nel 1266, Roberto aveva sposato, in prime nozze, Bianca d'Angiò o di Napoli (1250-1269), come ci viene confermato sia dal Iohannis de Thilrode Chronicon che dal Iohannis de Thielrode Genealogia Comitum Flandriæ; anche la Chronique anonyme des rois de France riporta il matrimonio di Roberto e Bianca; Bianca era figlia del Re di Sicilia, Conte d'Angiò e del Maine, conte di Provenza e di Forcalquier, principe di Taranto, re d'Albania, re titolare di Gerusalemme, principe d'Acaia, Carlo I d'Angiò e della moglie, la contessa di Provenza e Forcalquier, Beatrice di Provenza, come riportato dagli Annales Sancti Victoris Massilienses.
Da Bianca che morì di partorendo alla luce un secondo figlio che non sopravvisse alla madre, Roberto ebbe un unico figlio:
- Carlo, morto bambino[35], nel 1277 circa, che nel 1272, secondo la Histoire généalogique des ducs de Bourgogne de la maison de France fu fidanzato a Isabella di Borgogna, figlia del Duca di Borgogna e re titolare di Tessalonica, Ugo IV di Borgogna e di Beatrice di Champagne[36].

Rimasto vedovo, Roberto, nel 1272, sposò in seconde nozze la lontana cugina Iolanda di Borgogna, contessa di Nevers, come ci viene confermato sia dal Iohannis de Thilrode Chronicon che dal Iohannis de Thielrode Genealogia Comitum Flandriæ; Iolanda era figlia del Signore consorte di Borbone, conte di Nevers, Auxerre e Tonnerre, Oddone di Borgogna e della dama di Borbone, Matilde di Borbone-Dampierre, come ci viene confermato dalla Histoire généalogique des ducs de Bourgogne de la maison de France, che era vedova di Giovanni Tristano di Valois, figlio di Luigi IX di Francia. Da Iolanda Roberto ebbe cinque figli:
- Luigi[38] (1272-1322), conte di Nevers e Rethel;
- Roberto[38] († 1331), signore di Marle e Cassel;
- Giovanna († 1333), che sposò nel 1288 Enguerrand IV di Coucy († 1310), signore di Coucy e visconte di Meaux, come ci viene confermato dalla Anciennes Chroniques de Flandre[39];
- Iolanda († 1313), che sposò intorno al 1287 Wautier II d'Enghien († 1309), come ci viene confermato dalla Anciennes Chroniques de Flandre[39];
- Matilde, che sposò intorno al 1314 Matthieu di Lorena († 1330), signore di Warsberg, come ci viene confermato dalla Anciennes Chroniques de Flandre[39].

## Ascendenza
|                           |                         |                               | Genitori                    |  |  | Nonni |  |  | Bisnonni            |  |  | Trisnonni                |  |
|                           |                         |                               |                             |  |  |       |  |  | Guy II di Dampierre |  |  | Guglielmo I di Dampierre |  |
|                           |                         |                               |                             |  |  |       |  |  | Guy II di Dampierre |  |  | Guglielmo I di Dampierre |  |
|                           |                         | Ermengarda di Toucy           |                             |  |  |       |  |  | Guy II di Dampierre |  |  |                          |  |
| Guglielmo II di Dampierre |                         |                               |                             |  |  |       |  |  | Guy II di Dampierre |  |  |                          |  |
|                           |                         | Matilde I di Borbone          | Arcimbaldo di Borbone       |  |  |       |  |  |                     |  |  |                          |  |
|                           |                         | Matilde I di Borbone          | Arcimbaldo di Borbone       |  |  |       |  |  |                     |  |  |                          |  |
|                           |                         | Matilde I di Borbone          | Alice di Borgogna           |  |  |       |  |  |                     |  |  |                          |  |
| Guido di Dampierre        |                         | Matilde I di Borbone          |                             |  |  |       |  |  |                     |  |  |                          |  |
|                           |                         | Baldovino I di Costantinopoli | Baldovino V di Hainaut      |  |  |       |  |  |                     |  |  |                          |  |
|                           |                         | Baldovino I di Costantinopoli | Baldovino V di Hainaut      |  |  |       |  |  |                     |  |  |                          |  |
|                           |                         | Baldovino I di Costantinopoli | Margherita I di Fiandra     |  |  |       |  |  |                     |  |  |                          |  |
| Margherita II di Fiandra  |                         | Baldovino I di Costantinopoli |                             |  |  |       |  |  |                     |  |  |                          |  |
|                           |                         | Maria di Champagne            | Enrico I di Champagne       |  |  |       |  |  |                     |  |  |                          |  |
|                           |                         | Maria di Champagne            | Enrico I di Champagne       |  |  |       |  |  |                     |  |  |                          |  |
|                           |                         | Maria di Champagne            | Maria di Francia            |  |  |       |  |  |                     |  |  |                          |  |
| Roberto III di Fiandra    |                         | Maria di Champagne            |                             |  |  |       |  |  |                     |  |  |                          |  |
|                           | Guglielmo II di Béthune | Roberto V di Béthune          |                             |  |  |       |  |  |                     |  |  |                          |  |
|                           | Guglielmo II di Béthune | Roberto V di Béthune          |                             |  |  |       |  |  |                     |  |  |                          |  |
|                           | Guglielmo II di Béthune | Adelaide di Saint-Pol         |                             |  |  |       |  |  |                     |  |  |                          |  |
| Roberto VII di Béthune    | Guglielmo II di Béthune |                               |                             |  |  |       |  |  |                     |  |  |                          |  |
|                           |                         | Matilde di Dendermonde        | Gualtieri II di Dendermonde |  |  |       |  |  |                     |  |  |                          |  |
|                           |                         | Matilde di Dendermonde        | Gualtieri II di Dendermonde |  |  |       |  |  |                     |  |  |                          |  |
|                           |                         | Matilde di Dendermonde        | Adele di Rozoy              |  |  |       |  |  |                     |  |  |                          |  |
| Matilde di Béthune        |                         | Matilde di Dendermonde        |                             |  |  |       |  |  |                     |  |  |                          |  |
|                           |                         | Arnoldo II di Morialmez       | Godescalco di Morialmez     |  |  |       |  |  |                     |  |  |                          |  |
|                           |                         | Arnoldo II di Morialmez       | Godescalco di Morialmez     |  |  |       |  |  |                     |  |  |                          |  |
|                           |                         | Arnoldo II di Morialmez       | Edvige di Ham               |  |  |       |  |  |                     |  |  |                          |  |
| Elisabetta di Morialmez   |                         | Arnoldo II di Morialmez       |                             |  |  |       |  |  |                     |  |  |                          |  |
|                           |                         | Giovanna di Bailleul          | Baldovino II di Bailleul    |  |  |       |  |  |                     |  |  |                          |  |
|                           |                         | Giovanna di Bailleul          | Baldovino II di Bailleul    |  |  |       |  |  |                     |  |  |                          |  |
|                           |                         | Giovanna di Bailleul          | Agnese di Wavrin            |  |  |       |  |  |                     |  |  |                          |  |
|                           |                         | Giovanna di Bailleul          |                             |  |  |       |  |  |                     |  |  |                          |  |

### Fonti primarie
- (LA)  Monumenta Germaniae Historica, Scriptores, tomus V.
- (LA)  Monumenta Germaniae Historica, Scriptores, tomus IX.
- (LA)  Monumenta Germaniae Historica, Scriptores, tomus XXI.
- (LA)  Monumenta Germaniae Historica, Scriptores, tomus XXIII.
- (LA)  Monumenta Germaniae Historica, Scriptores, tomus XXV.
- (LA)  Recueil des historiens des Gaules et de la France. Tome 20.
- (FR)  Recueil des historiens des Gaules et de la France. Tome 21.
- (FR)  Recueil des historiens des Gaules et de la France. Tome 22.

### Letteratura storiografica
- Austin Lane Poole, "L'interregno in Germania", cap. IV, vol. V (Il trionfo del papato e lo sviluppo comunale) della Storia del mondo medievale, 1999, pp. 128–152
- Charles Petit-Dutaillis, "Luigi IX il Santo", cap. XX, vol. V (Il trionfo del papato e lo sviluppo comunale) della Storia del mondo medievale, 1999, pp. 729–864
- Hilda Johnstone, "Francia: gli ultimi Capetingi", cap. XV, vol. VI (Declino dell'impero e del papato e sviluppo degli stati nazionali) della Storia del Mondo Medievale, 1999, pp. 569–607.
- Hilda Johnstone, "Inghilterra: Edoardo I e Edoardo II", cap. XVIII, vol. VI (Declino dell'impero e del papato e sviluppo degli stati nazionali) della Storia del Mondo Medievale, 1999, pp. 673–717.
- Henry Pirenne, "I Paesi Bassi", cap. XII, vol. VII (L'autunno del Medioevo e la nascita del mondo moderno) della Storia del Mondo Medievale, 1999, pp. 411–444.
- Benedetto Croce, Vite di avventura fede e passione, Bari, Laterza, 1953, cap.I («Filippo di Fiandra»)
- (FR)  Histoire généalogique des ducs de Bourgogne de la maison de France.